# Аппій Клавдій Цек

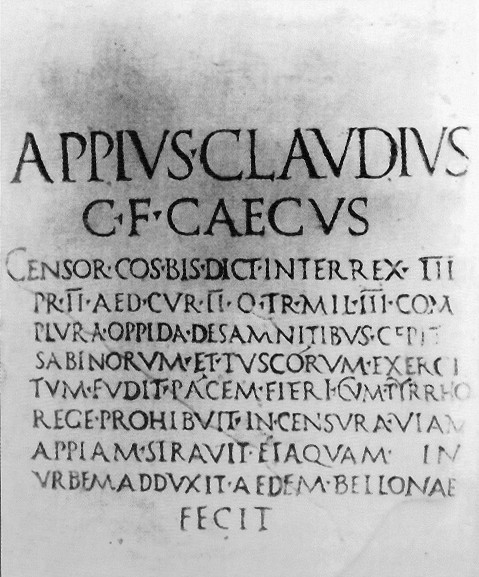
Меморіальна дошка з написом "Appius Claudius C. F. Caecus — «Аппій Клавдій Цек, син Гая»

А́ппій Кла́вдій Цек (лат. Appius Claudius Caecus; 340 — 273 до н. е.) — політичний і державний діяч Римської республіки, дворазовий консул 307 і 296 років до н. е. цензор у 312 до н. е., диктатор у 292 та 285 рр. до н.е, інтеррекс у 298 та 291 роках до н. е. Під час свого цензорства, що почалося у 312 році, провів ряд політичних реформ, побудував Аппієву дорогу, яка закріпила за Римом Кампанію, і перший водогін. Вважається одним із засновників римської юриспруденції і літератури, автором збірки поетичних сентенцій, основоположником першого релігійного календаря, а також реформатором латинської орфографії . Джерела приписують Цеку написання трактату з юриспруденції і видання збірника позовних формул, завдяки якому правова інформація вперше в історії Риму стала доступною народу. У старості, вже бувши сліпим, Аппій Клавдій висловився в сенаті проти мирного договору з царем Епіру Пірром. Промова стала знаменитою і зіграла важливу роль у становленні основних принципів римської зовнішньої політики.

## Біографія

### Походження
Він належав до знаменитого патриціанського роду Клавдіїв, відомого своєю гордістю, впертістю і шаленим характером (він був праправнуком децемвірів). Його батьком був Гай Клавдій Красс, що призначався диктатором в 337 році до н. е. Відомо, що Аппій Клавдій носив спадковий когномен Красс, який утворений або від прикметника Crassus — «товстий», або від назви малої батьківщини Клавдіїв — міста Crassinus Regillanus. Після втрати зору він отримав прізвисько «Сліпий» (Caecus)< . Також згадується ще агномен Аппія — сторукий (Centemmanus), можливо, даний йому за різноманітну діяльність.

### Ранні роки
Про особисте життя Аппія Клавдія відомо небагато. Точна дата народження Аппія Клавдія невідома. Найперша з датованих подій його біографії — цензорство 312 року до н. е. Угорський дослідник Е. Ференці припускає, що цензором могла стати тільки людина немолода і з певним життєвим і політичним досвідом. Виходячи з цього він відносить народження Аппія Цека до десятиріччя між 362 і 352 роками до н. е. Л. Кучеренко, аналізуючи розповідь Марка Тулія Цицерона про те, що до початку війни з Пірром (в 280 році до н. е.) Аппій був уже «дуже старий», припустила, що йдеться про людину 70-80-річного віку, і відповідно віднесла народження Аппія Цека до періоду між 359 і 349 роками до н. е. У більш ранній своїй статті вона назвала як ймовірну дату 350 рік. Канадський учений Г. Самнер говорить про 343 рік до н. е.[джерело?]
Імовірно Аппій Клавдій отримав гарну освіту. На ранніх етапах своєї кар'єри він тричі обирався військовим трибуном, один раз квестором і двічі — курульним едилом. Дати та будь-які деталі невідомі. Автор класичного довідника Р. Броутона припустив, що квестура Аппія Клавдія могла припадати найпізніше на 316 рік до н. е. На посаду едила він вступив у Л. Кучеренко у 316 і 314 роках, у А. Боттільері і Г. Самнера — 313 і 305 у роках до н. е.[джерело?]
Згадка триразового військового трибунату (Л. Кучеренко відносить його до періоду між 327 і 317 роками до н. е.[джерело?]) є переконливою підставою для припущення, що Аппій брав участь у Другій Самнітській війні і зміг у ній відзначитися.

### Цензорство і політичні реформи
Аппій дозволив громадянам записуватися до будь-якої триби; цей захід стимулював рівномірніше розділення міського населення по трибах, що послабило вплив консервативних сільських еліт. У своїй діяльності Аппій Клавдій Цек опирався на народ, «вважаючи, що сенат не має значення»[джерело?]. Тільки три античних автори побіжно говорять про це, згадуючи дозвіл записуватися в будь-яку трибу, причому згідно з Діодором Сицилійським цей дозвіл отримали всі громадяни, згідно з Титом Лівієм — «незнатні люди», а згідно з Плутархом — вільні люди. Ця реформа стала предметом наукової дискусії: одні науковці вважають, що нововведення торкнулося всіх безземельних громадян, інші говорять про вільновідпущеників, треті — про тих вільновідпущеників, які володіли землею.
Деякі науковці вважають, що Аппій Клавдій при обчисленні цензу вперше став брати до уваги не тільки нерухоме, а й рухоме майно, і що саме з нього йде обчислення цензу в асах. Але ця точка зору прийнята не всіма дослідниками[джерело?]. З цензорством Аппія Клавдія пов'язана спроба провести одну з найсміливіших реформ, які тільки знала римська історія. Він перший з цензорів став займатися переглядом списку сенаторів і включив в їх число синів вільновідпущеників. Це сміливе нововведення різко змінювало всю усталену практику і відображало зростаючу питому вагу багатих городян, представників торгово-промислових кіл, які походили як раз з середовища вільновідпущеників. Його реформи викликали опір знаті. Другий цензор Гай Плавцій Венокс достроково склав з себе повноваження, «засоромившись безсоромної несумлінності, з якою були складені сенаторські списки» (правда, згідно з Фронтіні, Венокс був цензором півтора року і пішов, обманутий Аппієм, який запевняв, що він вчинить так само); це мало означати кінець цензорства і для Аппія, але останній відмовився йти. Навіть коли сплинуло вісімнадцять місяців, він залишався на своїй посаді, стверджуючи, що Еміліїв закон, що обмежував цензорство півтора роками, на нього не поширюється. Трибун Публій Семпроній Соф за підтримки сенату спробував заарештувати порушника, але троє з десяти трибунів виявилися на стороні Аппія, який завдяки цьому зберіг не лише свободу, а й магістратуру. Він залишався цензором, поки не закінчив розпочаті ним будівельні роботи. Консули 311 року до н. е. Гай Юній Брут Бубульк і Квінт Емілій Барбула відмовилися визнавати складений Аппієм список сенаторів і скликали сенат у колишньому складі. 304 року до н. е. цензори Квінт Фабій Максим Рулліан і Публій Децій Мус завдали реформам Аппія ще одного удару: вони включили всіх безземельних громадян в чотири триби, що стали за рангом з перших останніми. При цьому за цензорами залишилося право складати список сенаторів.

### Інші реформи
Крім цього йому належить ідея модернізації латинської мови, зокрема деякі зміни в орфографії. У правописі деяких слів він замінив букву s буквою r (наприклад, став писати Valerius замість старого Valesius, arboribus замість arbosibus і т. ін.). Дані нововведення наблизили латинь до більш витонченої. Крім того, Аппію приписується складання календаря релігійних свят і зводу законів, опублікованих його секретарем Гнеєм Флавієм. За вказівкою цензора було оприлюднено список днів, у які могли відбуватися судові розгляди, що поклало початок загальному судочинству в Римі. Ще однією реформою Аппія, яку всі джерела відносять до часу його цензорства, стало перетворення культу Геркулеса з родового до державного. Античні автори одностайно повідомляють, що Аппій підкупив членів старого жрецького роду Потиціїв, які відправляли цей культ, і ті спочатку навчили обрядам державних рабів, а потім передали їм свої обов'язки. Озвучується і сума: 50 тисяч асів. Але боги покарали святотатців: рід Потиціїв швидко вимер, а Аппій втратив зір. Дослідники сходяться на думці, що це етіологічна легенда, покликана пояснити раптове згасання знатного роду Потиціїв появи у Аппія нового когномена. Існує думка, що насправді спочатку вимерли Потиції, і тільки через це культ Геркулеса став державним. Раптове згасання численного роду могло статися під час великої епідемії — наприклад, такої, яка бушувала в Римі в 292 році до н. е. Аппій цього року обіймав посаду диктатора і тому міг змінити статус культу.

### Аппієва дорога

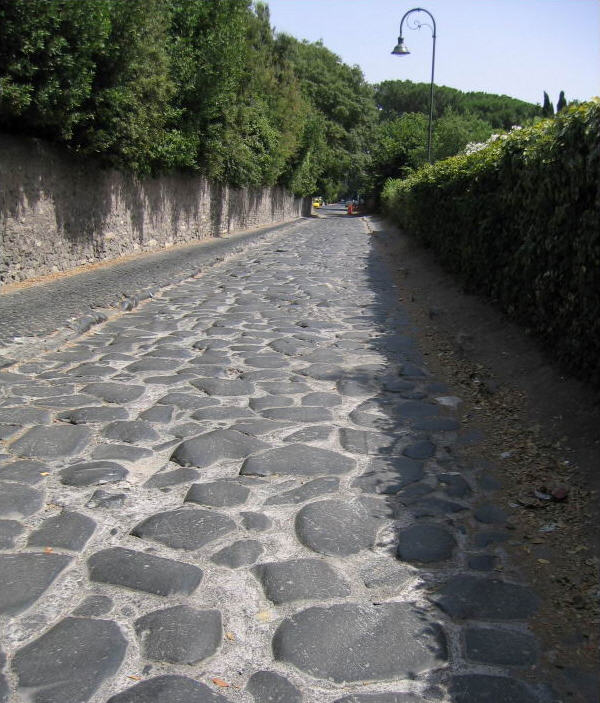
Аппієва дорога

При Аппії Клавдії побудована перша з прокладених за планом, знана як Аппієва дорога (Via Appia)), що з'єднувала Рим і Капую, в ході будівництва якої був проритий канал через Понтійські болота. Аппієва дорога була побудована у 312 році до н. е. в доповнення до побудованої у 334 році до н. е. Латинської дороги, що поєднувала Рим із колонією Кальві поблизу Капуї. Тит Лівій у IX книзі з «Історії від заснування міста» (лат. «Ab urbe condita») так написав про цю подію:

| На цей рік припадає і знамените цензорство Аппія Клавдія і Гая Плавція Венокса, але Аппієвому імені в пам'яті нащадків дісталася щасливіша доля, тому що він проклав дорогу і провів до міста воду; зробив він все це сам, оскільки товариш його, посоромившись несумлінності, з якою були складені сенаторські списки, склав із себе повноваження. |
Діодор Сицилійський писав, що Аппій вимостив масивним камінням більшу частину (більше 1000 стадіїв, тобто більше половини всієї дороги) названої його ім'ям дороги від Рима до Капуї, відтань поміж якими становить більше 1600 стадіїв, при цьому витративши на будівництво майже всю державну скарбницю. Діодор вказував на те, що пагорби були знесені, яри та западини засипані.
Аппієва дорога мала важливе військове, культурне і торговельне значення. Теодор Моммзен відзначав її важливість як військової магістралі. Особливо важливим було те, що під час будівництва дороги Аппій провів канал через Понтійські болота, який осушив землю й спростив відправлення кораблів із Лація в Таррацину. Власне Аппієва дорога стала першою дорогою, яка отримала ім'я на честь її творця.
Будівництво коштувало величезних грошей і велося, частково, без схвалення сенату, хоча останній і був вищою інстанцією в фінансових питаннях. Висловлювалося припущення, що саме ця проблема і змусила Аппія включити до складу сенату синів вільновідпущеників, щоб розширити число своїх прихильників; а через неможливість закінчити роботи до закінчення терміну магістратури цензор був змушений ще якийсь час зберігати за собою посаду будь-якими засобами. Іще в давнину Аппієва дорога була названа «царицею доріг»

### Aqua Appia

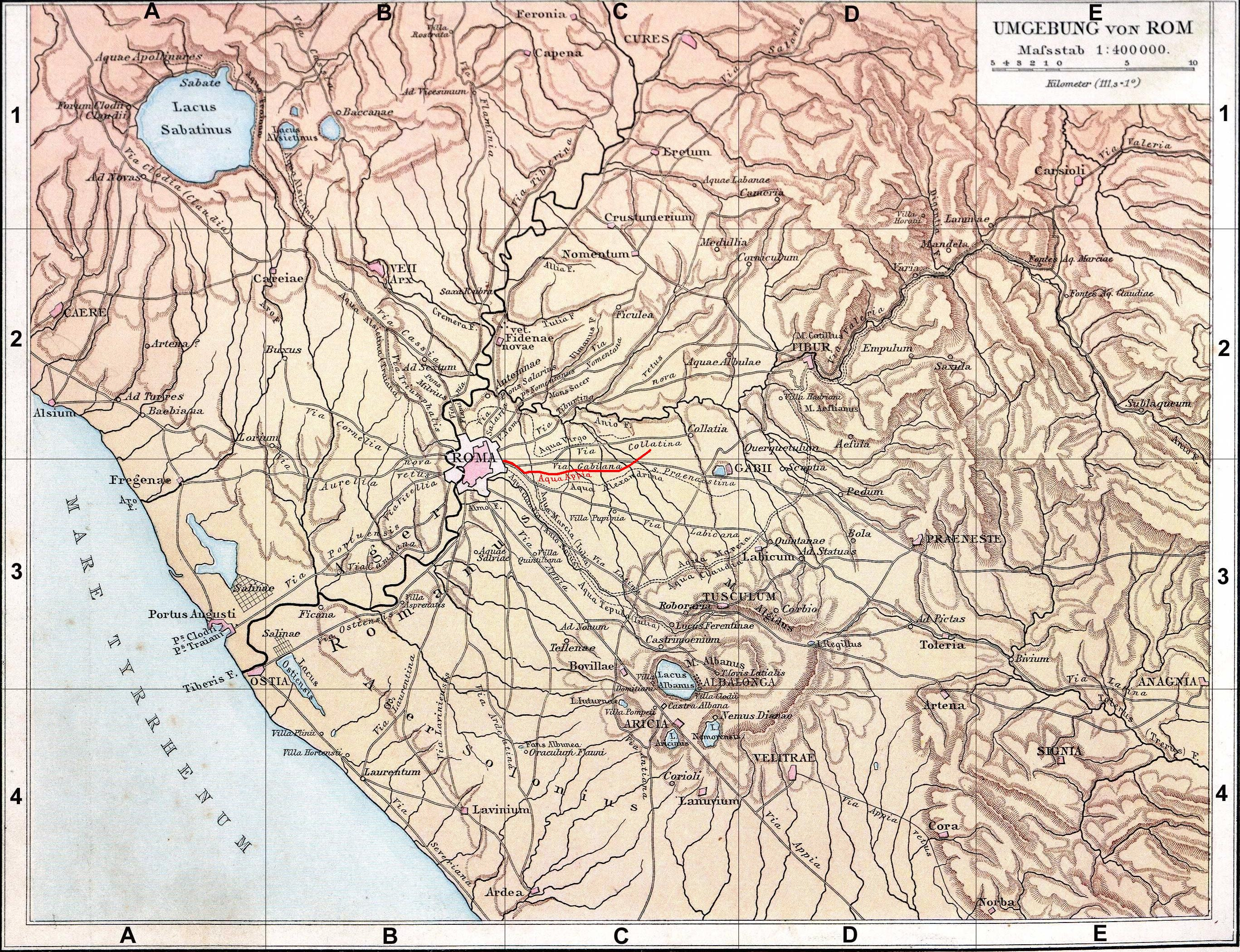
Акведук Aqua Appia (мапа)

Також під керівництвом цензора зведено перший акведук — Aqua Appia, протяжність якого від початку до центру Риму склала трохи більше шістнадцяти кілометрів, причому більшу частину цієї відстані він проходив під землею, що гарантувало безперебійну подачу води навіть у разі облоги міста. Джерела акведука Aqua Appia знаходилися за 15 км від Риму в Лукулланських полях неподалік від Пренестінської дороги, а закінчувався він аж у Тибрі, поруч з гаванню. Акведук був прокладений під землею і виходив на поверхню біля Палатину, несучи воду по арках до Бичачого форуму. Тут вода збиралася в цистерни і розподілялася в різні частини Риму. Спекус акведука частково проходив по вирубаних проходах у скелях, частково в м'якому ґрунті. В останньому випадку вода йшла по кам'яних плитах, покритих з внутрішньої сторони водонепроникною обмазкою. Надземна частина акведука становила близько 90 метрів і починалася неподалік від Капенських воріт. Акведук був піднятий над землею за допомогою величних арок, побудованих з урахуванням особливостей ландшафту Риму. Акведук Аква Аппія постачав водою такі райони Риму: правий берег Тибру, Целій, Авентин, Капітолій і Форум, Марсове поле, Бичачий форум, Велатр. Акведук міг поставити 73000 кубічних метрів води в день.

### Літературна спадщина
Аппій Клавдій перший серед римлян склав збірник сентенцій (крилатих виразів повчального змісту) латинською мовою. Вони були записані сатурнійським віршем, найбільш відомий з яких «Faber suae quisque fortunae». Стоїк Панетій хвалить вислови Аппія в одному з листів до Квінта Елія Туберона; на думку Цицерона, вони були написані в піфагорівському дусі. В історіографії вважається, що для створення таких віршів Аппій повинен був бути знайомий з грецькою філософією і навіть перебувати під впливом грецької культури в цілому; зустрічаються навіть твердження, що саме Аппій Клавдій проклав елліністичній культур широкий шлях в римське суспільство. Найбільше значення Аппія Клавдія для римської літератури пов'язано з його промовою про переговори з Пірром. Це була перша промова в історії ораторського мистецтва Риму, текст якої передавався з покоління в покоління; при цьому вона найімовірніше не була видана за життя автора, а просто зберігалася в родинному архіві. Тим не менш Цицерон назвав Аппія Клавдія в числі найдавніших римських ораторів, написавши: «Можна здогадуватися, що він був красномовний».

### Перше консульство Аппія Клавдія
Згідно з деякими джерелами Лівія, Аппій Клавдій Цек вперше домагався консульства ще під час свого цензорства, але народний трибун Луцій Фурій заборонив йому висувати кандидатуру на вибори. Аппій став консулом тільки у 307 році до н. е. разом з Луцієм Волумнієм. Саме Луцію Волумнію сенат доручив вести війну, що почалася з салентинами, залишивши його колегу в Римі; це могло бути висловленням недовіри Клавдію як військовому фахівцю. Відомо, що Аппій постарався «майстерним веденням внутрішніх справ збільшити свій вплив, коли вже військова слава все одно діставалася іншим». 300 року до н. е. Аппій виступив проти законопроєкту Огульнія, що допускав плебеїв у колегії жерців, але зазнав невдачі; в 298 році він був інтеррексом.

### Аппій і самнітські війни
У 296 році до н. е. Аппій Клавдій Цек став консулом вдруге. Хоча одне з консульських місць вже було закріплено за плебеями, Аппій намагався домогтися свого обрання в парі зі ще одним патрицієм, Квинтом Фабіем Максимом Рулліаном. Але його колегою, проте, став плебей — все той же Луцій Волумнія. У цей час тривала Третя Самнітська війна; Рим вів військові дії проти етрусків і самнітів. Деталі участі в конфлікті Аппія не зовсім ясні. Його елогій дуже коротко повідомляє, що Аппій «взяв багато фортець самнітів, розбив військо сабінян та етрусків», а згідно з Титом Лівієм, в Самнії діяв проконсул Публій Децій Мус, тож Клавдій на чолі двох легіонів і двадцяти тисяч допоміжних військ рушив до Етрурії. У цьому регіоні, мабуть, ситуація була найсерйознішою через формування сильної антиримської коаліції на чолі з Гелієм Егнацієм. Лівій розповідає, що після кількох невдач Аппій викликав із Самнія свого колегу з армією, а коли той прибув, прикинувся, що не писав йому. Легати і трибуни все ж умовили консулів об'єднатися, і після цього римляни здобули перемогу в бою. Багато дослідників ставляться до цієї розповіді з недовірою: існує навіть думка, що історична основа тут зводиться до одного тільки факту формування антиримської коаліції і її часткового розгрому. Пізніше, виконуючи дану під час битви обітницю, Аппій побудував храм Беллони. У наступному році Аппій став претором (це була одна з двох його претур, причому дата іншої претури невідома), тоді як консульство отримали більш заслужені полководці. Обрання було проведено заочно, оскільки Аппій все ще знаходився в Етрурії, звідки повідомляв сенату про посилення супротивника. У битві біля Сентіни він не брав участь, але згодом, посиливши свою армію за рахунок легіонів Публія Деція, разом з Луцієм Волумнієм розбив самнітів на Стеллатскому полі поблизу Капуї. Самніти втратили убитими більше шістнадцяти тисяч, тоді як римляни всього дві тисячі сімсот воїнів. Але тріумфу за цю перемогу Аппій не був удостоєний; ймовірно, причиною тому було вороже ставлення сенату до переможця з часів цензорства. Можливо, диктатура Аппія, яка згадується тільки в його елогії і датується періодом між 292 і 285 роками до н. е., теж була пов'язана з військовими діями. В історіографії існує думка, що саме важкий військовий досвід міг змусити Аппія усвідомити необхідність політичних і соціальних реформ, які він і почав під час цензорства.

### Промова в сенаті

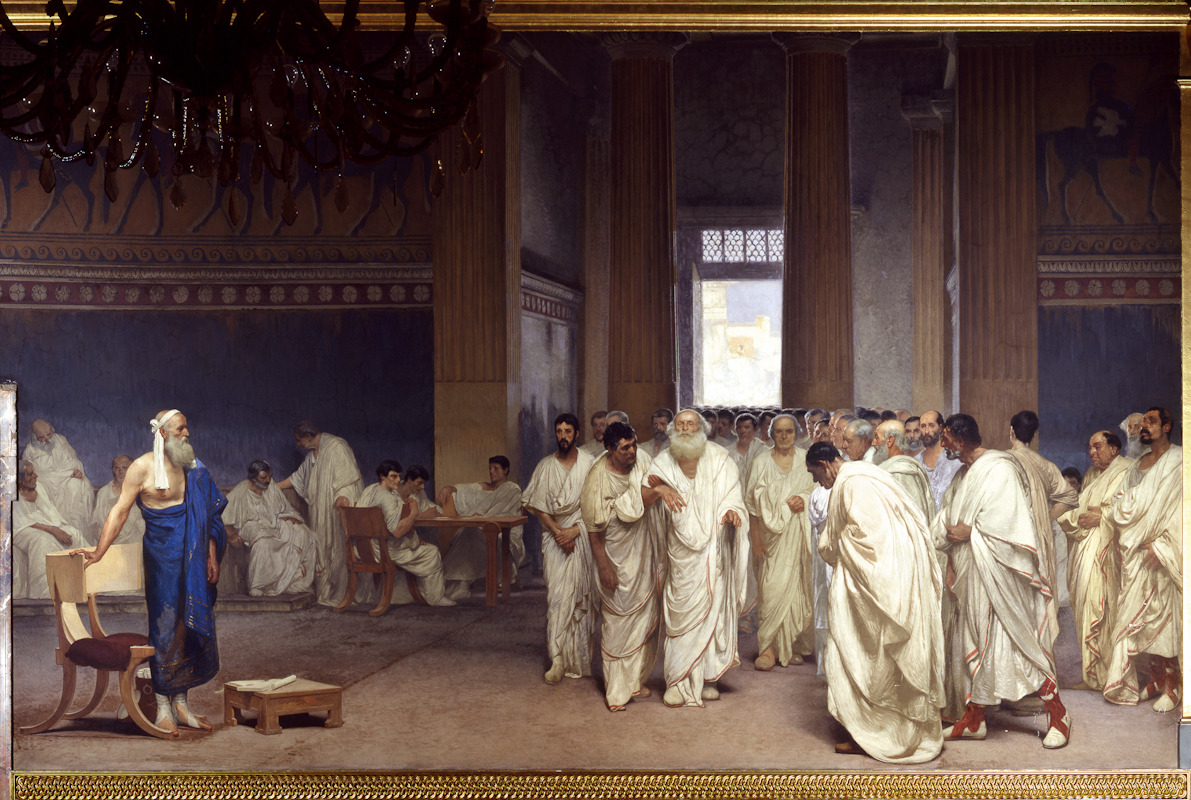
Аппій Клавдій перед сенатом

Після поразки при Гераклеї римський сенат обговорював мирні пропозиції царя Пірра, що передбачали надання незалежності всім грецьким містам Південної Італії, а також бруттам, луканам, апулійцям і самнітам. Імовірно, більшість була готова прийняти ці умови. Дізнавшись про це, Аппій наказав рабам віднести себе на Форум. Сини і зяті ввели сліпця в курію, і він звернувся до сенаторів з промовою:
|  | До сих пір, римляни, я ніяк не міг примиритися з втратою зору, але тепер, чуючи ваші наради і рішення, які звертають в ніщо славу римлян, я шкодую, що тільки сліпий, а не глухий ... Ви боїтеся молосів і хаонів, які завжди були здобиччю македонян, ви тріпочете перед Пірром, який завжди, як слуга, слідував за яким-небудь з охоронців Олександра, а тепер бродить по Італії не з тим, щоб допомогти тутешнім грекам, а щоб втекти від своїх тамтешніх ворогів ... Не думайте, що , вступивши з ним в дружбу, ви від нього позбудетеся, ні, ви тільки відкриєте дорогу тим, хто буде зневажати нас в упевненості, що будь-кому неважко нас підкорити, раз вже Пірр пішов, не поплатившись за свою зухвалість і навіть забравши нагороду, зробивши римлян посміховиськом для тарентійців і самітів.» |

Присоромлені сенатори відкинули пропозицію Пірра і заявили, що будуть вести переговори тільки після відходу ворожої армії з Італії. Це рішення стало згодом одним з принципів зовнішньої політики Риму: переговори завжди повинні вестися суто на ворожій території .

### Пізні роки
Продовженню кар'єри Аппія Клавдія, імовірно, почала заважати настала сліпота. Деякі джерела стверджують, що Аппій осліп уже через кілька років після цензорства (це стало нібито покаранням богів, розгніваних переходом культу Геркулеса до рабів. Згідно з Капітолійськими Фастами, прізвисько Сліпий він носив уже на момент свого обрання цензором. В історіографії це вважають неправдоподібним в контексті подальшої кар'єри Аппія. Правда, Цицерон писав, що «древній Аппій, давно сліпий, продовжував займати посади, вести справи і жодного разу не відступився, як відомо, ні від громадських, ні від приватних турбот». Теодор Моммзен вважав, що Цек ніколи не був сліпим, і звертає в зв'язку з цим увагу на повідомлення Діодора Сицилійського, який бачив у «втраті зору» лише хитрий політичний хід. Г. Хафнер вважає за можливе, що Аппій був тільки короткозорий, і що при відсутності окудярів це вважалося рівноцінним сліпоті. Ф. Мюнцер схиляється до того, що Аппій дійсно осліп, але хіба геть зістарившись. У будь-якому випадку Аппій в похилому віці зберіг свій авторитет і впевнено контролював свій будинок, численну родину і велику клієнтелу.
Остання згадка про Аппія Клавдія в джерелах припадає на 280 рік до н. е. Дослідники вважають, що невдовзі він помер.

## Нащадки
У Аппія було четверо синів і п'ять дочок. Всі сини відомі поіменно. Старшим з них був Аппій, консул 268 року до н. е., який відсвяткував тріумф над Піцене; згідно з одними джерелами, у нього був когномен Руф (Rufus), згідно з іншими — Русс (Russus). Другим був Публій, перший носій прізвиська Пульхр (Pulcher — «красивий»), який перетворився на когномен для його нащадків (Пліній Старший називав Публія племінником Цека, але це явна помилка). Пульхр обіймав посаду консула в 249 році до н. е. і сумно прославився своїм святотатством і пов'язаним з ним ураженням римського флоту. Третій син Аппія, Гай Клавдій Центон, був консулом в 240 і цензором в 225 році до н. е. Нарешті, четвертим був Тиберій, першим носив когномен Нерон (Nero); про нього майже нічого не відомо. Існує думка, що Пульхр і Центон не могли бути синами Цека через занадто великі часові дистанції.
З п'яти Клавдій, дочок Аппія, в джерелах фігурує тільки одна, залучена до суду в 246 році до н. е. за «образу величності». У Плутарха згадуються зяті Цека, але їх імена невідомі. Ф. Мюнцер припустив, що Аппій постарався видати дочок за представників впливових аристократичних родів.

## Оцінка особистості
Першим з дослідників до особистості Аппія Клавдія звернувся Б. Нібур в своїй «Римській історії». Він бачив у Цеку насамперед патриція, який спробував у своїй кар'єрі спертися на вільновідпущеників. Після Нібура Аппій був предметом постійного інтересу німецьких дослідників античності. Особливу увагу йому приділив Т. Моммзен, що виявив до Цека явну симпатію. Для цього дослідника Аппій — єдина яскрава індивідуальність в знеособленому суспільстві ранньої Республіки, «геніальна людина», що народилася не вчасно: «Боги засліпили його за несвоєчасну мудрість». При цьому Моммзен не міг однозначно охарактеризувати історичну роль Аппія і назвав його «сполучною ланкою між старими і новими патриціанськими царями», між «Тарквініями і Цезарями». У його зображенні Аппій — політичний діяч нового типу, що поєднував нетерпимість і консерватизм, характерні для патриціїв його епохи, з далекоглядністю і гнучкістю.
До кінця XIX століття в Німеччині вийшли дві монографії, присвячені суто Аппію Клавдію Цеку, — роботи В. Зіберта і К. Зіка. Ці науковці, детально розглянувши діяльність Аппія і сформулювавши різні думки, зійшлися в одному — загальній позитивній оцінці його реформ. Нарешті, узагальнив весь наявний у джерелах матеріал про Аппія Ф. Мюнцер в своїй статті для енциклопедії «Паулі-Віссова», опублікованій в 1899 році. Надалі окремі наукові праці про Аппія Клавдія на німецькій мові не виходили. У загальних роботах про Стародавній Рим діяльність і особистість Цека отримували незмінно високі оцінки.
З середини XX століття почали виходити статті про Аппія іншими європейськими мовами. У них розглядається насамперед цензорство Цека і його участь у боротьбі між плебеями і патриціями.